# Mesua
Mesua là một chi thực vật có hoa trong họ Calophyllaceae.

## Hình ảnh

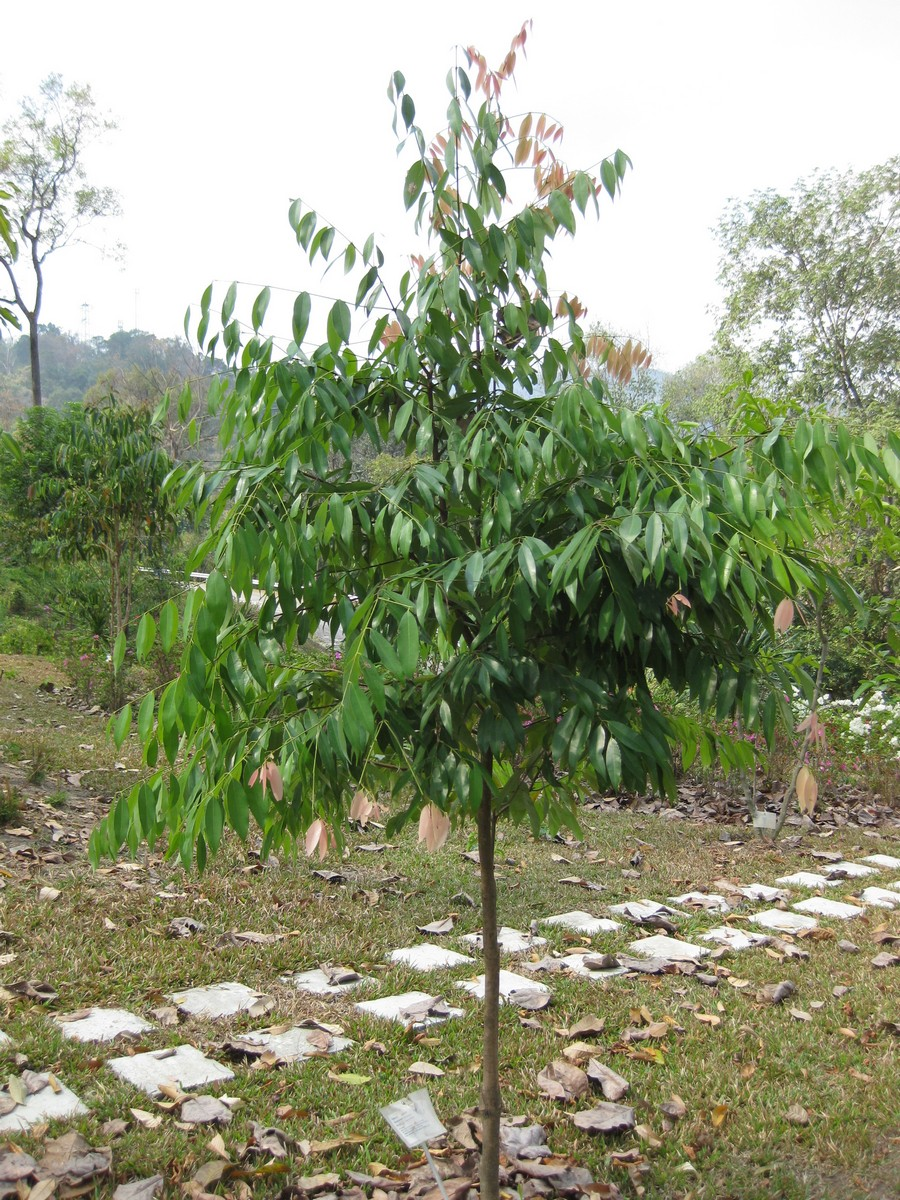
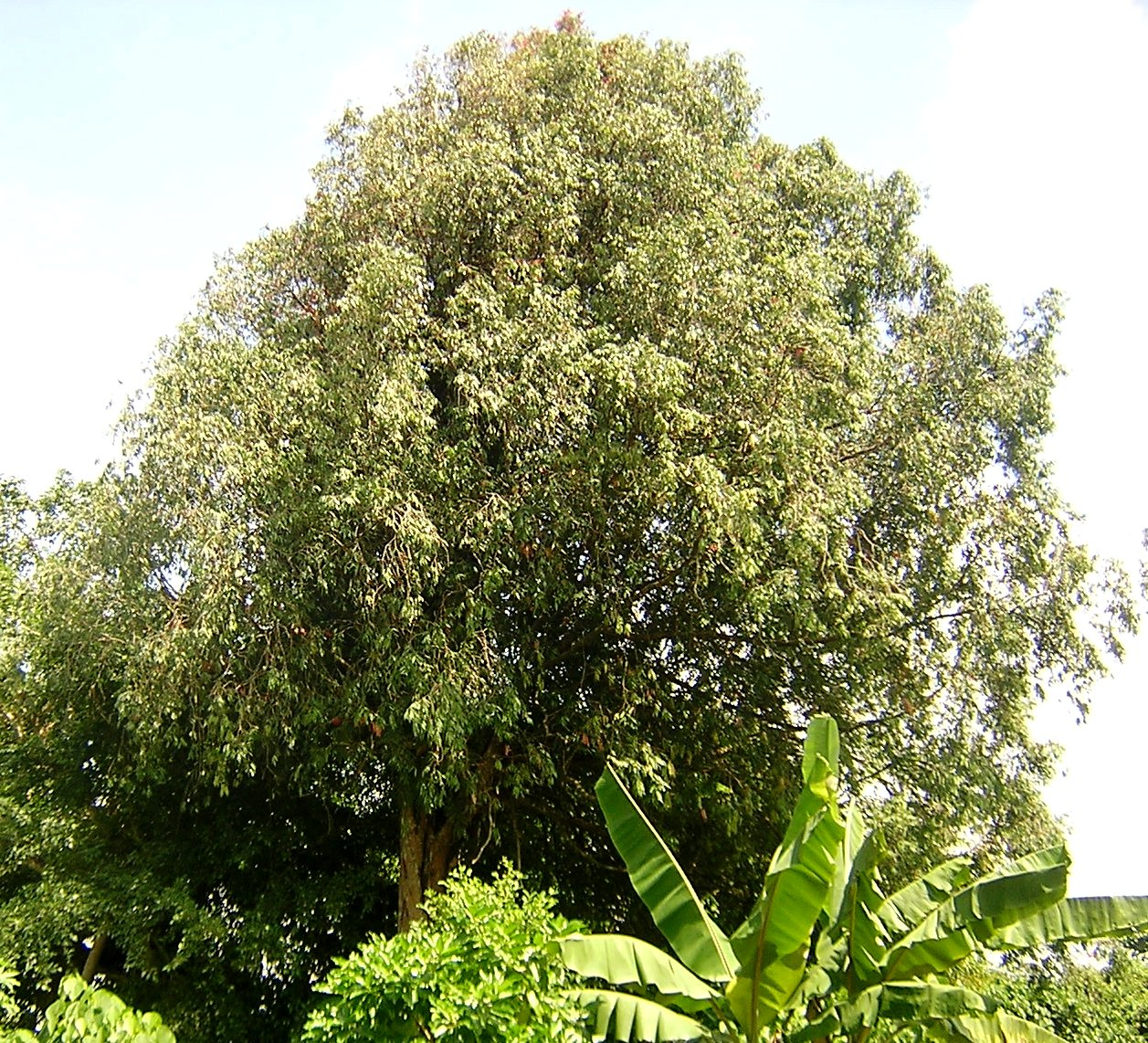

## Loài
Chi Mesua gồm các loài: